# Mistrovství Československa v krasobruslení 1963
Mistrovství Československa v krasobruslení 1963 se konalo 19. a 20. ledna 1963 v Opavě.

## Medaile
| Kategorie      | Zlato                            | Zlato      | Stříbro                              | Stříbro     | Bronz                              | Bronz       |
| Muži           | Karol Divín                      | 7 - 1717,5 | Václav Kotek                         | 14 - 1562   | Marian Filc                        | 23 - 1524,4 |
| Ženy           | Jana Mrázková                    | 7 - 1759   | Eva Grožajová                        | 16 - 1716,1 | Jitka Šimonová                     | 19 - 1693,7 |
| Sportovní páry | Milada Kubíková Jaroslav Votruba | 7 - 134,4  | Agnesa Wlachovská Peter Bartosiewicz | 17 - 145,7  | Olga Reinišová Pavel Komárek       | 21 - 145    |
| Taneční páry   | Eva Romanová Pavel Roman         | 7 - 252,1  | Jitka Babická Jaromír Holan          | 14 - 243,6  | Sylva Draisaitlová Miroslav Gřešek | 21 - 209,6  |

- čísla udávají celkové hodnocení, první za přednes a druhá počet bodů